# Raffaele Lucente
Raffaele Marco Bartolomeo Lucente (Crotone, 25 aprile 1831 – Crotone, 24 novembre 1890) è stato un medico e politico italiano, deputato del Regno d'Italia e sindaco di Crotone per tre mandati.

## Biografia

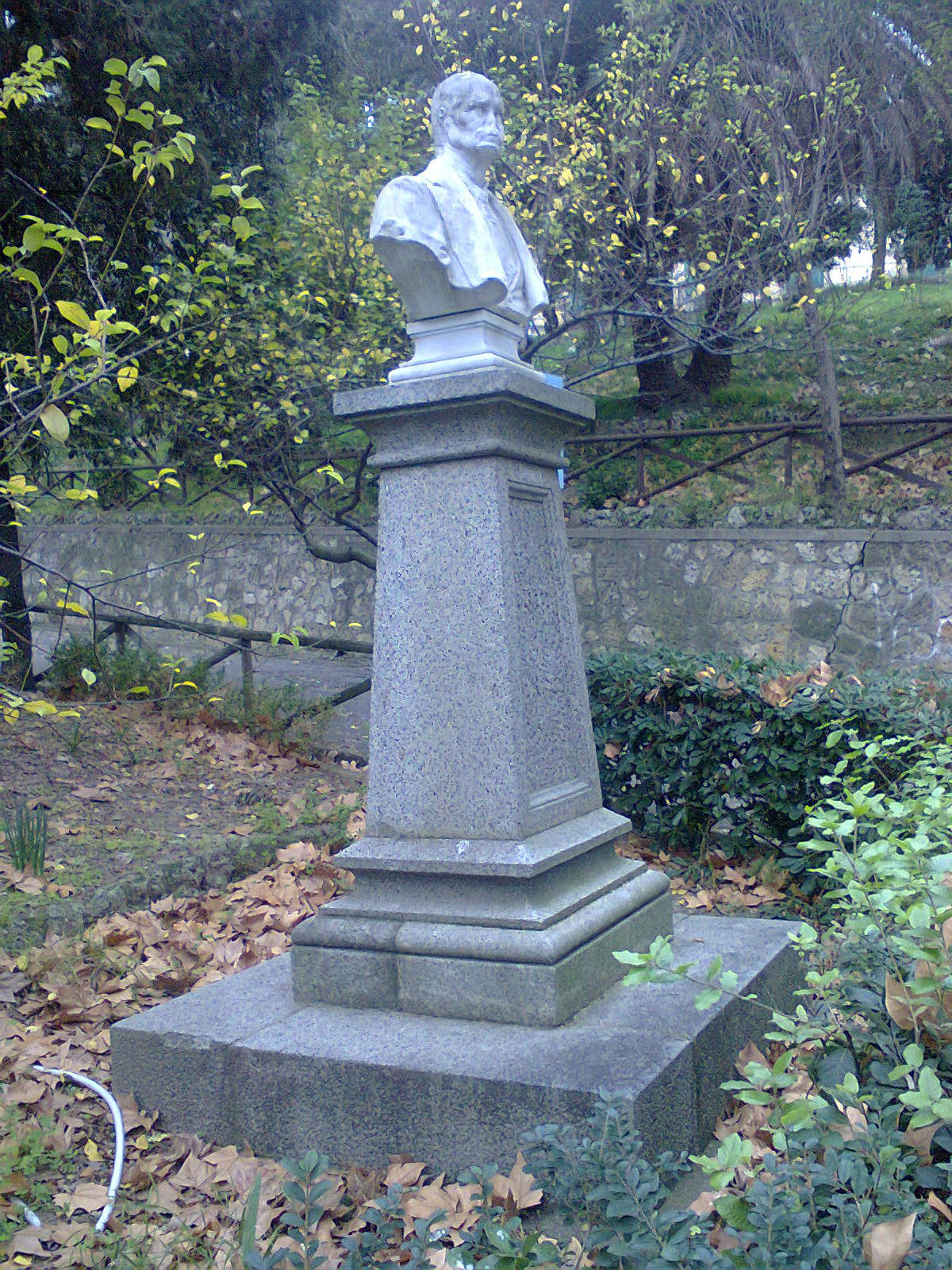
Particolare per intero del monumento dedicato a Raffaele Lucente.

Figlio unico del sarto Raffaele e di Raffaela Romito, dopo gli studi classici conseguì la laurea presso la facoltà di Medicina dell’Università di Napoli, laureandosi con il massimo dei voti il 6 agosto 1858 e ottenendo l’abilitazione alla professione di medico chirurgo. Si dedicò in un primo tempo alla professione medica, ottenendo buona fama anche all'estero.
Intrapresa la carriera politica, fu consigliere comunale di Crotone (all'epoca Cotrone) nel 1866, e poi  sindaco per tre volte: nel 1867, dal 1876 al 1881 e dal 1889 al 1890. Nel 1880 venne eletto deputato e fu animatore della Società Operaia di Mutuo Soccorso, nata in Crotone nel febbraio 1880. 
Come sindaco, provvide al miglioramento dei servizi della città fornendole un teatro comunale e un sistema di illuminazione pubblica a petrolio. Favorì altresì l'espansione urbanistica costruendo nuove strade ed eliminando le vecchie mura medioevali. Promosse la realizzazione dell'acquedotto comunale, ma non riuscì a realizzarlo perché dovette dimettersi dalla carica per gravi motivi di salute il 5 giugno 1890.
Morì celibe, non ancora sessantenne, il 24 novembre dello stesso anno.

## Opere
- La chirurgia conservatrice, Napoli, Tip. Angelo Trani, 1865;
- Agli elettori politici del primo collegio di Catanzaro, 1882;
- Cotrone e la scuola popolare, Cotrone, Pirozzi, 1903[3].